# Lemurie

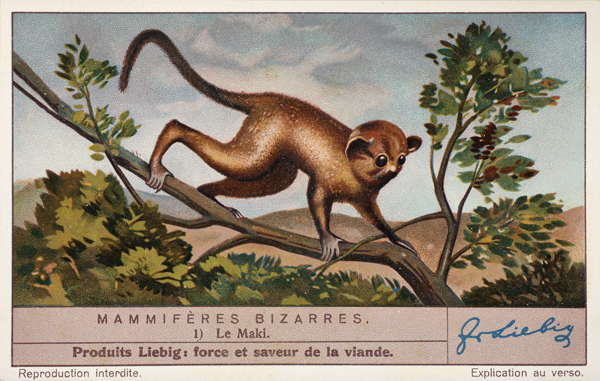
Maki, údajný druh lemura, žijící na Lemurii

Lemurie je mytický kontinent umísťovaný do Indického oceánu, do oblasti mezi Srí Lankou a Madagaskarem, případně táhnoucí se Tichým oceánem až k Velikonočnímu ostrovu. Původ této teorie leží v 19. století, kdy byla pro biogeografy záhadou existence lemurů na Madagaskaru a jejich kosterních pozůstatků v Indii, když se nevyskytovali ani na Předním východě ani v Africe. Tato hypotéza se stala přebytečnou s objevem kontinentálního driftu. Brzy však tento kontinent získal místo v okultistické literatuře, jakožto dávný kontinent, který se při velké katastrofě potopil hluboko do moře.
Prvními publikacemi byly práce madame Blavatské v osmdesátých letech 19. století, v nichž prohlašovala, že jí byla ukázána „Kniha Dzyan“ z éry před Atlantidou. Podle ní byli Lemuřané jednou ze sedmi „původních ras“, kteří (stejně jako obyvatelé Atlantidy a Hyperboreané) žili v období třetihor, byli vysocí sedm stop, hermafroditi, vejcorodí a mentálně zaostalí. Bohové znechucení jejich bezmyšlenkovostí svrhli Lemurii do moře a přivedli na svět rasu obdařenou intelektem, Atlantiďany.
V roce 1894 přišel Frederick Oliver s názorem, že přeživší Lemuřané žijí v komplexu tunelů hory Shasta v severní Kalifornii. Tamilové ze Srí Lanky zase ztotožnili Lemurii se svým mytickým kontinentem Kumari Kandam. Často se ztotožňuje s kontinentem Mu.
Idea Lemurie se dostala i do moderní kultury například v příbězích Conana a Kulla Roberta E. Howarda a v povídkách H. P. Lovecrafta. Objevuje se také v Čapkově Válce s mloky jako jeden ze dvou mločích národů. Je podle ní pojmenované Lemurijské jezero na Ukrajině.